# Midas (przedsiębiorstwo)
Midas S.A. (wcześniej Narodowy Fundusz Inwestycyjny im. Eugeniusza Kwiatkowskiego SA) – była spółka akcyjna z siedzibą w Warszawie, założona w 1994 jako jeden z Narodowych Funduszy Inwestycyjnych. Od 1997 notowana na Giełdzie Papierów Wartościowych w Warszawie.
Statutowym przedmiotem działalności spółki było nabywanie papierów wartościowych, rozporządzanie i wykonywanie praw z papierów wartościowych, udzielanie i zaciąganie pożyczek oraz zaciąganie kredytów.
Od 2007 fundusz inwestował głównie w przedsiębiorstwa branży telekomunikacyjnej.
12 lutego 2013 roku spółka zmieniła nazwę na Midas S.A. Było to spowodowane wejściem w życie ustawy z dnia 30 marca 2012 roku o uchyleniu ustawy o narodowych funduszach inwestycyjnych i ich prywatyzacji oraz o zmianie niektórych ustaw, nakładającej na spółki utworzone na mocy ustawy z dnia 30 kwietnia 1993 roku o narodowych funduszach inwestycyjnych i ich prywatyzacji obowiązek zmiany firmy w taki sposób, że nowa firma nie będzie zawierała oznaczenia „Narodowy Fundusz Inwestycyjny” lub skrótu „NFI”.

## Historia
Spółka została zawiązana 15 grudnia 1994 przez Skarb Państwa pod firmą „Dziewiąty Narodowy Fundusz Inwestycyjny SA”, zmienioną we wrześniu 1995 na „Narodowy Fundusz Inwestycyjny im. Eugeniusza Kwiatkowskiego SA”. 12 czerwca 1997 miało miejsce pierwsze notowanie akcji funduszu na Giełdzie Papierów Wartościowych w Warszawie. 5 października 2006 spółka została przejęta przez należącą do Romana Karkosika spółkę „Supernova” (obecnie: Nova Capital sp. z o.o.). Od 21 listopada 2006 działała pod obecną nazwą. W 2007 fundusz rozpoczął inwestowanie w przedsięwzięcia z branży telekomunikacyjnej i budowę grupy kapitałowej.
Akcje przedsiębiorstwa przestały być notowane na giełdzie w 2016 roku, nastąpiło połączenie z Aero2, a spółka została wykreślona z Krajowego Rejestru Sądowego 5 maja 2017.

## Struktura
Spółka była jednostką dominującą grupy kapitałowej, w skład której wchodziły:
- Aero2 Sp. z o.o.
- Sferia SA (51% akcji)[8]
- AltaLog[9]

W skład grupy wchodziły także spółki CenterNet i Mobyland, które w latach odpowiednio 2014 i 2015 połączyły się prawnie z Aero2.